# Leo F. Forbstein
Leo F. Forbstein (St. Louis, 16 de outubro de 1892 — Los Angeles, 16 de março de 1948) foi um diretor musical de cinema americano e maestro de orquestra que trabalhou em mais de 550 projetos durante um período de 20 anos. Venceu o Oscar de melhor trilha sonora na edição de 1937 por Captain Blood.

## Primeiros anos
Forbstein nasceu em St. Louis, Missouri. Ele se sentiu atraído pela música quando criança, aprendendo violino aos quatro anos. Como maestro no Royal Theatre de St. Joseph, ele sincronizou a orquestra com a ação do cinema mudo; ele então se tornou o regente principal do Newman Theatre em Kansas City, onde o organista foi o futuro colega de Carl W. Stalling na a Warner Bros.. Em meados da década de 1920, Forbstein mudou-se para Hollywood para chefiar a orquestra sinfônica no Grauman's Egyptian Theatre.

## Ingressa na Warner Bros.
Ele assinou com a Warner Bros. como um dos diretores de sua Orquestra Vitaphone, ao lado de Erno Rapee (então diretor musical geral da Warners), Louis Silvers e David Mendoza; O primeiro crédito de Forbstein na tela foi The Squall em 1929. Em 1931, Warners demitiu Rapee e Mendoza em um movimento reestriuturação e Forbstein tornou-se o diretor geral de música da empresa.

## Indicações ao Oscar e vitória [ editar fonte ]
Em 1936, o diretor musical Forbstein e o compositor Erich Wolfgang Korngold foram candidatos inscritos ao Oscar de Melhor Pontuação por seu trabalho em Captain Blood, uma trilha sonora composta por Korngold, mas pela qual Forbstein recebeu reconhecimento como chefe do departamento de música da Warner Brothers sob Regras da academia em vigor na época. No ano seguinte, Forbstein recebeu indicações como chefe do departamento de música da Warner Brothers pelas partituras indicadas The Charge of the Light Brigade (composta por Max Steiner ) e Anthony Adverse (composta por Korngold), ganhando para o último. O prêmio para Anthony Adverseera originalmente uma placa que mais tarde foi substituída por uma estatueta do Oscar em 1946. Ele foi nomeado chefe do departamento novamente em 1938 por The Life of Emile Zola (composto por Steiner).

## Vida pessoal
Forbstein foi casado com a ex-Bess Gallas de 16 de outubro de 1914 até sua morte de ataque cardíaco em Los Angeles, Califórnia . Eles tiveram uma filha, Harriett (nascida em 1915), que se casou com o diretor assistente Melvin Dellar.

## Filmes creditados
- The Squall (1929)
- The Widow from Chicago (1930)
- The Maltese Falcon (1931)
- The Millionaire (1931)
- Bought! (1931)
- The Star Witness (1931)
- The Heart of New York (1932)
- Union Depot (1932)
- The Man Who Played God (1932)
- The Cabin in the Cotton (1932)
- I Am a Fugitive from a Chain Gang (1932)
- 42nd Street (1933)
- Gold Diggers of 1933 (1933)
- The Working Man (1933)
- Ex-Lady (1933)
- Bureau of Missing Persons (1933)
- British Agent (1934)
- Fog Over Frisco (1934)
- The Big Shakedown (1934)
- Jimmy the Gent (1934)
- Fashions of 1934 (1934)
- Broadway Hostess (1935)
- Front Page Woman (1935)
- The Girl from 10th Avenue (1935)
- Special Agent (1935)
- Times Square Playboy (1936)
- The Golden Arrow (1936)
- It's Love I'm After (1937)
- Jezebel (1938)
- Dark Victory (1939)
- The Private Lives of Elizabeth and Essex (1939)
- The Letter (1940) (1940)
- Footsteps In The Dark (1941)
- Meet John Doe (1941)
- Sergeant York (1941)
- The Maltese Falcon (1941)
- Kings Row (1942)
- Yankee Doodle Dandy (1942)
- Now, Voyager (1942)
- Casablanca (1942)
- Destination Tokyo (1943)
- Mr. Skeffington (1944)
- To Have and Have Not (1944)
- The Corn Is Green (1945)
- Mildred Pierce (1945)
- The Big Sleep (1946)
- The Treasure of the Sierra Madre (1948)
- Winter Meeting (1948)
- Rope (1948)
- Johnny Belinda (1948)